# Taxidermia – Friss oder stirb
Taxidermia – Friss oder stirb ist ein Film des ungarischen Regisseurs György Pálfi aus dem Jahr 2006.

## Inhalt
Der Film Taxidermia – Friss oder stirb beschreibt auf düster-bizarre Art drei Generationen einer Familie in Ungarn. Der erste Teil handelt vom Soldaten Vendel Morosgoványi, der während des Zweiten Weltkriegs an einem Außenposten stationiert ist und unter den Schikanen seines Leutnants leidet. Er vertreibt sich die Zeit mit unterschiedlichen Obsessionen und zum Teil ungewöhnlichen Arten der Selbstbefriedigung. So beobachtet er beispielsweise die zwei Töchter des Leutnants beim Baden und trinkt darauf das benutzte Wasser; in den Nächten träumt Vendel von Zuneigung und Wärme, welche er sich mit einer brennenden Kerze erfüllt. Schließlich bietet sich ihm die Chance mit der gewichtigen Gattin des Leutnants zu schlafen. Am nächsten Morgen wird Vendel vom Leutnant erschossen und schließlich ist die Geburt des Kindes zu sehen, das bei dem Akt gezeugt wurde.
Das Kind Kálmán wird vom Leutnant großgezogen. Als erwachsener Mann tritt Kálmán als teilweise erfolgreicher Wettbewerbsesser an, was in der Welt des Films wie ein Staatsakt zelebriert wird. Er verliebt sich in Gizzela, die ebenso eine schwergewichtige Schnellesserin ist. Nach der Heirat wird Lajos geboren, der sehr schmächtig ist und eine andere Karriere als seine Eltern, nämlich als Tierpräparator (Taxidermist) antritt. Er kümmert sich widerwillig aber dennoch fürsorglich um seinen Vater, der inzwischen unbeweglich und dicker denn je ist und der seinen Ehrgeiz als Wettesser durch sein übertriebenes Essverhalten und die Mästung seiner drei Katzen mit Butter kompensiert. Eines Tages nach einem Streit und nachdem er das Katzengehege nicht abgeschlossen hat, findet Lajos seinen Vater Kálmán tot in der Wohnung auf. Er beschließt, ihn auszustopfen und stopft sich anschließend mit Hilfe eines Apparates selbst aus. Am Ende wird er neben seinem Vater im MuseumsQuartier in Wien ausgestellt.

## Auszeichnungen
- Don-Quijote-Preis des FilmFestival Cottbus 2006
- Vier Preise der Ungarischen Filmschau 2006 (Gene-Moskowitz-Kritikerpreis, Bester Nebendarsteller, Beste Nebendarstellerin und Großer Preis)
- Publikumspreis des Fantasporto 2007

## Kritik
H. Ladstätter beim österreichischen filmtipps meint: „In 'Taxidermia' trifft der poetische Realismus von Literatur-Verfilmungen wie Die Blechtrommel auf die opulenten Bilderwelten eines Peter Greenaway, gewürzt mit schwerst makaberen Humor irgendwo zwischen Emir Kusturica und den Monty Pythons.“